# Иван Сакарев
Иван Христов Сакарев е български политик, деец на Българската комунистическа партия.

## Биография
Роден е на 3 декември 1933 г. в Добринище. През 1957 г. завършва Висшия инженерно-строителен институт. Известно време работи в окръжната строителна организация на Благоевград. От 1961 до 1980 г. последователно е асистент, доцент и накрая професор във ВИСИ. Работи като сътрудник в отдел „Промишленост и транспорт“ при ЦК на БКП. Бил е директор на Научноизследователския институт към Главното управление на пътищата. От 1974 до 1976 г. е секретар на Окръжния комитет на БКП в Благоевград. От 1976 до 1977 г. е първи секретар на комитета.
В периода 1977 – 1981 г. е назначен за министър на строителството и строителните материали. Между 1976 и 1978 г. е кандидат-член на ЦК на БКП, а от 1978 до 1986 г. е член на ЦК на БКП. От 1981 до 1984 г. е министър на строителството и архитектурата. След това до 1986 г. е първи заместник-министър на строителството и селищното устройство. Между 1980 и 1991 г. е преподавател във ВИСИ. От 1991 до 1993 г. работи като консултант и архитект в частна фирма. Пенсионира се през 2003 г.
Почива в 2017 година. Погребан е в Добринище.

## Публикации
- в съавторство, Методични указания за разработване на курсовия проект по „Организация на строителството“, 1966
- Организация на пътното и железопътното строителството, 1975
- в съавторство, Ръководство по организация на строителството, 1976
- Организация на строителството, 1977
- в съавторство, Календарно планиране на строителството, 1979
- в съавторство, Планиране на комплексната организация в пътното строителство, 1980
- в съавторство, Технология, организация и механизация на монтажните работи в мостовото строителство, 1981